# Kara
Kara (кор. 카라, яп. カラ; часто стилизуется как KARA) — южнокорейская гёрл-группа, сформированная в 2007 году компанией DSP Enti (ныне DSP Media). Финальный состав группы состоял из Кюри, Сынён, Хары и Ёнчжи. Николь и Чжиён покинули коллектив в 2014 году (воссоединились в 2022 году) , в то время как Сонхи в 2008 году.
Изначально группа дебютировала как квартет с синглом «Break It» в 2007 году, показывая сильный женский имидж со взрослым R&B звучанием. На них были возложены огромные надежды, так как они должны были продолжить успех своих старших коллег по лейблу Fin.K.L. Свой первый студийный альбом The First Blooming они выпустили в марте того же года. Однако дебют не был оценён публикой и считался коммерческим провалом. В 2008 году Сонхи уходит из коллектива из-за давления своих родителей, и её заменяют сразу двумя участницами — Харой и Чжиён. После первого изменения состава изменился и музыкальный стиль, который стал «милым, но естественным», что было продемонстрировано в первом мини-альбом Rock U, выпущенном в июле. Первым синглом №1 стала композиция «Honey» (2009). В том же году был выпущен второй студийный альбом Revolution, который стал толчком в расцвете популярности группы. Хореография сингла «Mister» стала очень известной благодаря запоминающимся движениям бёдрами. Последующие синглы «Lupin» (2010), «Jumping» (2010), «Step» (2011) и «Pandora» (2012) также стали коммерчески успешными. Kara дважды попадали в рейтинг корейского Гэллапа — в 2009 (на 6 место) и в 2010 (на 5 место), и в 2010 были также признаны второй лучшей женской группой Кореи. В 2012 и 2013 годах группа попадала в рейтинг «Самых влиятельных корейских знаменитостей» по версии Forbes.
После стремительного восхождения в Корее, было принято решение дебютировать Kara и в Японии, поэтому в 2010 году был подписан контракт с Universal Sigma. Дебют был успешным, благодаря чему группа была признана «Новичком №1» по версии Oricon, и выиграла номинацию «Лучший новый артист (международный)» на Japan Gold Disc Award. Свой первый сингл №1 Kara заработали год спустя с релизом «Jet Coaster Love». Kara стали первой женской группой в истории чарта Oricon, ставшей №1 всего через неделю после релиза, а также первой женской зарубежной группой за последние 30 лет, достигшей подобного результата. Менее, чем за два года с момента японского дебюта группа продала более миллиона копий своих альбомов, что сделало её одной из самых продаваемых корейских групп в Японии.
В 2014 году стало известно, что Николь и Чжиён не стали продлевать свои контракты с DSP Media, и официально покинули группу. Позже Николь дебютировала как сольная исполнительница, а Чжиён стала актрисой в Японии. Из-за их ухода было запущено реалити-шоу «Проект Kara», чтобы выбрать новую участницу. В финале была выбрана одна из семи трейни DSP — Ёнчжи, и она стала последней участницей, добавленной в группу.
15 января 2016 года DSP Media объявили, что контракты Кюри, Сынён и Хары закончились, и они отказывались их продлевать, в результате чего группа была расформирована. После многочисленных обсуждений воссоединения на протяжении многих лет, в ноябре 2022 года был выпущен 15-й юбилейный альбом Move Again, в котором участницы Николь и Чжиëн воссоединились.

## Название
Название коллектива происходило от греческого слова «chara» (рус. наслаждаться), которое в их собственном значении интерпретировалось как «сладкая мелодия».

## Карьера

### 2007—08:The First Blooming, изменения в составе,Rock U,Pretty Girlи рост популярности
Первоначально Kara дебютировали как квартет, в состав которого вошли Кюри, Сынён, Сонхи и Николь. Их первое выступление состоялось 29 марта 2007 года на M!Countdown с синглом «Break It», демонстрировавшим сильные образы с характерным R&B звучанием. В качестве синглов использовались композиции «If U Wanna» и «Secret World», на первую также сняли и видеоклип. Группу очень часто ставили в сравнение с Fin.K.L из-за нахождения в одном агентстве, а также из-за того, что каждую участницу Kara сопоставляли с каждой участницей Fin.K.L. В одном из интервью Kara признались, что находят подобные сравнения вдохновляющими. Несмотря на то, что дебютный альбом был признан критиками, он не получил успеха у публики и остался в тени из-за релизов других женских групп, дебютировавших в том же году. Промоушен был завершён летом. В августе было запущено реалити-шоу «Селф-камера Kara», в котором показывались как способности участниц, так и их отношения друг с другом. Всего было показано 15 эпизодов, и шоу завершилось 12 декабря. Для того чтобы имя группы оставалось у публики на слуху, Сынён появлялась на всевозможных телевизионных шоу все последующие месяцы.
Следующий камбэк группы должен был состояться в марте 2008 года, однако неожиданно стало известно, что Сонхи приняла решение уйти из-за давления родителей, так как деятельность в коллективе значительно влияла на её успеваемость в школе. Представители DSP Media заявили, что релиз второго альбома будет отложен, и в мае будет выпущен первый мини-альбом. Также агентство объявило, что будет добавлено две новых участницы. После прослушивания в состав группы вошли Хара и Чжиён. В качестве квинтета группа впервые выступила на M!Countdown с синглом «Rock U» 24 июля. Имидж значительно отличался от того, с каким Kara дебютировали — он стал более милым и естественным. В том же месяце был выпущен мини-альбом Rock U. Затем состоялась премьера второго сезона «Селф-камера Kara», где на этот раз рассказывалось, как участницы приживались с новыми одногруппницами.
29 ноября был опубликован тизер видеоклипа на сингл «Pretty Girl», который набрал свыше 40 тысяч просмотров менее, чем за 12 часов. Официальная премьера видеоклипа состоялась 2 декабря, а одноимённый мини-альбом был выпущен двумя днями позже. В этот раз концепт был связан с вечеринками. Промоушен стартовал с 4 декабря. Во время своего первого выступления на Music Bank произошёл забавный инцидент с Харой: она неожиданно ахнула, когда в конце эфира были запущены конфетти. Случай получил широкий резонанс среди публики, однако его никак не раскритиковали, а сочли достаточно милым.
Кюри объяснила рост популярности Kara благодаря их «милому, но естественному» имиджу, в то время как СМИ объяснили это тем, что группа наконец нашла свой стиль в музыке с момента дебюта, при этом привлекая и фанатов среднего возраста, таких, как певец Шин Хэчёль. 19 декабря из-за чрезмерно загруженного расписания несколько участниц были отправлены в больницу после записи Music Bank. Причиной госпитализации стало истощение.

### 2009:HoneyиRevolution
В конце января 2009 года DSP Media запустили голосование, чтобы определить следующий сингл после «Pretty Girl», и по результатам абсолютным победителем стала композиция «Honey», набравшая 60% голосов. Была выпущена официальная ремикс-версия, а название сменилось с «하니(Ha-ni)» на «Honey». 13 февраля состоялось камбэк-выступление на Music Bank, видеоклип же выпустили тремя днями позднее. Специальное переиздание Honey, также известное как Pretty Girls Special Edition, было выпущено 19 февраля и содержало изменённые версии ранее выпущенных песен. «Honey» стал первым синглом в карьере Kara, достигшим первого места в сингловом чарте Gaon, а уже 5 марта группа одержала свою первую победу на M!Countdown. Промоушен продолжался три полноценные недели. На Mnet Asian Music Awards песня одержала победу в номинации «Лучший танец». В конце марта Kara пригласили стать ведущими четвёртого сезона реалити-шоу «Армия айдолов» на MBC. Затем группа приняла участие в шоу от MTV «Мета-друзья», где фанатам выпадал шанс подружиться с айдолами. Специально для программы Kara провели свой первый концерт с момента дебюта.
В июне стало известно, что возвращение Kara состоится позднее в июле, и что концепт будет полностью обновлённым. Первые тизеры были представлены в середине июля, в которых участницы вновь вернулись к сильным образам, с которыми выступали в самом начале карьеры, а также стиль кардинально отличался от того, что группа представляла ранее. Сингл «Wanna» был выпущен 28 июля и сразу же оккупировал верхние строчки чартов. Клип был выпущен 29 июля, а сам второй студийный альбом Revolution стал доступен на музыкальных платформах 30 июля. Промоушен стартовал с 31 июля выступлением на Music Bank с «Wanna» и «Mister». «Mister» стала одной из популярнейших песен в Корее благодаря характерному движению бёдрами в танцах, что позволило как группе, так и альбому значительно повысить успех у публики. Благодаря широкому успеху сингла Kara стали получать множество предложений на заключение рекламных контрактов с различными компаниями; уже в октябре количество рекламных контрактов превысило те, что были у них на протяжении двух лет. 30 августа «Wanna» также стала №1 на Inkigayo. Во время продвижения Kara также выступали и заграницей, в Бангкоке.
25 ноября стартовало реалити-шоу «Пекарня Kara», по сюжету которого участницы должны были открыть собственную пекарню. Было снято 8 эпизодов, показ шёл вплоть до начала 2010 года. Все полученные средства были направлены в благотворительность. 14 декабря стало известно, что Kara проведут специальный фанмитинг для японских фанатов в феврале, тем самым начиная свой промотур в Японии. Было зарегистрировано более 3 тысяч фанатов, поэтому группа провела 2 шоукейса.

### 2010:Lupin, японский дебют иGirl’s Talk
9 февраля 2010 года были опубликованы первые тизер-фото к предстоящему камбэку, сразу приковавшие внимание публики — будущий концепт значительно отличался от предыдущих, он выглядел более зрелым и сексуальным. Образы были построены на Арсене Люпене, персонаже французского писателя Мориса Леблана. Всего через три дня после релиза сингл «Lupin» оккупировал первые позиции в чартах. Тизер видеоклипа был выпущен 12 февраля на Naver, а премьера одноимённого мини-альбома состоялась 17 февраля. 22 февраля видеоклип был официально выпущен, и за первые два часа набрал более 90 тысяч просмотров. Промоушен стартовал с 25 февраля 4 и 11 марта «Lupin» одержал победу на M!Countdown, а 12 марта на Music Bank, что ознаменовало первую победу Kara на данном шоу с момента дебюта. 14 марта группа одержала победу на Inkigayo.
В марте было анонсировано, что Kara выступят на восьмом ежегодном фестивале корейской музыки в Голливуд-боул в Лос-Анджелесе; Николь была ведущей. Группа также активно начала деятельность в Японии перед своим официальным дебютом. Они записали видео-послание для шоу японской айдол-группы Arashi. 8 мая был проведён фанмитинг в Grand Prince Hotel, на котором присутствовали 8 тысяч фанатов. 9 мая состоялась встреча членов официального японского фан-клуба в Minato Mirai Hall в Йокохаме. Позже Kara подписали контракт с Universal Sigma. 11 августа они выпустили свой дебютный японский сингл — японскую версию «Mister». Песня заняла высокие позиции в чартах, тем самым укрепляя первоначальный успех группы в Японии. За первый день было продано 29 238 копий сингла, что позволило ему войти в топ-5 ежедневного синглового чарта Oricon. В марте 2012 года количество цифровых загрузок преодолело порог в 2 миллиона, и песня стала самой скачиваемой среди корейских артистов в Японии в истории.
10 ноября был выпущен второй японский сингл «Jumping». Песня быстро взобралась на вершины чартов, дебютировав на 5 месте в ежедневном сингловом чарте, но затем поднялась до 2 места. За первую неделю продажи составили 54 997 копий.
29 сентября был выпущен первый сборник хитов Kara Best 2007−2010. Альбом полностью состоял из корейских песен. В первый день в Японии было продано более 18 тысяч копий, и вскоре релиз получил золотую сертификацию от RIAJ за 100 тысяч проданных копий. Это сделало Kara первой с 90-х годов корейской группой, достигшей данного результата в Японии с альбомом, выпущенным полностью на корейском языке. Позднее сборник получил платиновую сертификацию за 250 тысяч проданных копий.
23 октября Kara как одни из представителей Кореи выступали на седьмом ежегодном Asia Song Festival в Олимпийском стадионе. 10 ноября Kara выпустили свой четвёртый мини-альбом Jumping, первый релиз после девятимесячного перерыва деятельности в Корее. Промоушен стартовал 20 ноября. Одноимённому синглу удалось несколько раз одержать победу на музыкальных шоу.
Дебютный японский Girl’s Talk был выпущен 24 ноября. В первую неделю было продано 107 тысяч копий; Kara стали первой за последние 6 лет и 9 месяцев не японской женской группой, чей альбом за 7 дней разошёлся в таком количестве. В ноябре 2011 года Girl’s Talk получил двойную платиновую сертификацию за полмиллиона проданных копий.
Благодаря огромному коммерческому успеху в Японии, группа была выбрана «Лучшим новым артистом» по версии популярного японского сайта Recochoku. 20 декабря Oricon также назвал Kara «Лучшим новым артистом», их заработок составил 1,3 миллиарда иен. За год общие продажи альбомов составили 493 тысячи.

### 2011—13:Step,Super Girl, азиатский тур,Pandora,Girls Forever,Fantastic GirlsиFull Bloom
23 февраля 2011 года было выпущено специальное DVD-издание Kara Best Clips, в которое вошли видеоклипы и лучшие выступления группы. Через неделю Kara поставили рекорд как единственная иностранная группа, продержавшаяся на вершине DVD-чарта две недели подряд. Это был первый случай в истории чарта с момента его введения в 1999 году. Общие продажи специального альбома составили 230 183 копии.
Третий японский сингл «Jet Coaster Love» был выпущен 6 апреля, хотя изначально релиз был назначен на 23 марта, но его пришлось перенести из-за землетрясения у восточного побережья Хонсю. В первую неделю продажи составили 122 820 копий, композиция также дебютировала на 2 месте в Billboard Japan Hot 100. Несмотря на успех, промоушен в Японии проведён не был из-за неустойчивых погодных условий. Группа решила отдать все полученные средства с продаж на помощь людям, пострадавшим после землетрясения. 22 июня был выпущен четвёртый японский сингл «Go Go Summer!», ставший вторым синглом Kara, продажи которого за первую неделю составили более 100 тысяч копий.
4 августа было анонсировано, что Kara выпустят новый корейский альбом в середине сентября, тем самым впервые возобновив деятельность в Корее полгода спустя. Согласно представителям, группа использовала своё свободное время, продвигаясь в Японии, чтобы записать несколько композиций. Промоушен проводился лишь три недели, потому что им было необходимо возвращаться обратно в Японию. Третий студийный альбом Step был выпущен 6 сентября. Одноимённый сингл моментально возглавил музыкальные чарты. Песня достигла пиковой 2 строчки в сингловом чарте и такой же позиции в Billboard Korea K-Pop Hot 100. «Step» также удалось одержать победы на M!Countdown, Music Bank и Inkigayo. К концу года количество проданных копий альбом перешагнуло отметку в 100 тысяч.
После завершения корейского промоушена Kara вернулись в Японию, где 19 октября состоялся релиз пятого японского сингла «Winter Magic». В еженедельном сингловом чарте он занял 3 место, продажи составили 79 тысяч копий. 21 ноября был выпущен второй японский альбом Super Girl, который включал в себя ранее выпущенные в том же году синглы. Количество предзаказов составило 360 тысяч. По итоговым продажам за первую неделю Super Girl дебютировал с вершины альбомного чарта, став первым №1 в Японии для группы. Kara стали первой женской зарубежной группой со времён британско-ирландского коллектива The Nolans, одновременно оккупировавшей и сингловый, и альбомный чарт. Альбом получил тройную платиновую сертификацию за 750 тысяч проданных копий.
В конце года Kara появились на шести крупных японских шоу. Среди них Japan Record Awards, где «Go Go Summer!» была представлена в категории «Лучшая песня», а также на новогоднем концерте Кохаку ута гассэн. Oricon внёс Kara в «Топ-5 самых продаваемых артистов года» на 4 место, пятёрку замыкали Girls’ Generation. 30 декабря DSP Media анонсировали первый концертный тур Karasia, старт которого намечен на начало 2012 года. Ожидания от концертов ставили Kara в ряд с такими известными женскими группами, как Girls’ Generation, Wonder Girls и 2NE1.
11 января 2012 года Kara посетили ежегодную премию Golden Disk Awards, проходившую в Осаке, и взяли две награды: «Диск Бонсан» и «Лучшая звезда Халлю». Неделю спустя группа удостоилась награды «Азиатская звезда» на Asia Model Awards Ceremony. Она выдаётся только тем людям из индустрии, кто сыграл огромную роль в распространении азиатской культуры во всём мире за прошедший год. Kara стали обладателями трофея благодаря своему успеху на протяжении всего 2011 года, и запомнились публики как одни из любимейших звёзд Халлю. 19 января на премии Seoul Music Awards они выиграли ещё две номинации: «Специальная награда Халлю» и «Награда Бонсан». 27 января была проведена ежегодная музыкальная премия Japan Gold Disk Awards, где Kara одержали победу в пяти номинациях: «Лучший азиатский артист», «Топ-3 азиатских альбомов», «Песня Года (Цифровые продажи)», «Топ-5 лучших песен по скачиваниям» и «Лучшее музыкальное видео». Группа также получила GCS International Grand Award за свои пожертвования пострадавшим от разрушительного землетрясения в Японии.
18 февраля стартовал первый азиатский концертный тур Karasia в Олимпийском парке Сеула, на следующий день был проведён ещё один концерт. С 14 апреля стартовала японская ветка, первый концерт состоялся в Йокохаме. 27 мая состоялся последний концерт в Сайтаме. Тур привлёк 150 тысяч зрителей, все билеты были распроданы. Шоу в Сайтаме транслировалось онлайн в 60 различных театрах по всей Японии, билеты на показ также были проданы. 29 февраля Kara стали первой группой, оккупировавшей вершины DVD и Blu-ray-чартов Японии с релизом Kara Best Clips II & Shows. Они также стали пятыми артистами в Японии в целом, достигшими подобного результата после Намиэ Амуро, AKB48, Mr. Children и RADWIMPS. 21 марта группа выпустила свой шестой и первый двойной японский сингл «Speed Up/Girl’s Power». В первую неделю было продано более 99 тысяч копий. 13 апреля, с получением золотой сертификации за 100 тысяч проданных копий, общие физические продажи Kara в Японии перешагнули отметку более, чем в 1 миллион. Они стали первой корейской женской группой с таким результатом и третьим корейским артистом в целом после БоА и TVXQ. 14 июля состоялось выступление Kara на MTV World Stage в Малайзии. Они выступали наряду с такими артистами, как Джастин Бибер, Джей Пак и Мизз Нина.
3 августа был анонсирован релиз пятого мини-альбома, запланированный на конец месяца, и концепт должен был раскрыть ауру каждой участницы. 6 августа было объявлено название — Pandora, в основу легла греческая мифология. Согласно заявлению, группа «воссоздаст миф, чтобы изобразить самую пленительную и красивую женщину того времени». С 13 по 17 августа были опубликованы индивидуальные тизеры, а 20 августа представили общий тизер. Мини-альбом и видеоклип были выпущены 22 августа. Шоукейс был проведён в тот же день и транслировался по всему миру. Через несколько часов после релиза «Pandora» возглавила музыкальные чарты. Песня добралась до 2 строчки синглового чарта и топ-3 Billboard Korea K-Pop Hot 100, а также стала самой популярной песней августа по итогам голосования MelOn. 28 августа Kara впервые с момента дебюта одержали победу на Show Champion. Также были одержаны победы на M!Countdown и Music Bank. К концу сентября число проданных копий альбома составило более 70 тысяч.
5 сентября был выпущен специальный японский сборник Kara Collection, куда вошли все ранее выпущенные синглы и сольные песни участниц, исполненные на концертах. За первую неделю было продано 47 533 копии. 17 октября был выпущен седьмой японский сингл «Electric Boy». В первую неделю он дебютировал на 2 месте синглового чарта. 29 октября Kara получили свой первый сингл №1 в Billboard Korea K-Pop Hot 100. Вскоре песня получила золотую сертификацию. В том же месяце анонсировали выпуск третьего студийного японского альбома Girls Forever, выход которого состоялся 14 ноября. За первую неделю было продано более 73 тысяч копий. DSP Media также анонсировали, что в январе 2013 года группа проведёт свой первый концерт в Токио Доум. 14 декабря была выпущена урезанная версия «Orion», премьера полной состоялась 17 декабря.
6 января 2013 года Kara провели специальный новогодний концерт на одной из крупнейших японских площадок — Токио Доуме, все 45 тысяч билетов на который были моментально распроданы. Они стали первой женской корейской группой, выступившей в Доуме. Во время концерта был анонсирован скорый выход аниме-шоу «Анимация KARA», в котором участницы будут представлены в качестве персонажей аниме. Программа транслировалась как в Японии, так и в Корее.
27 марта был выпущен восьмой японский сингл «Bye Bye Happy Days!», дебютировавший на 2 месте в еженедельном сингловом чарте. 23 июня группа провела второй японский фанмитинг «Школа Kamilia» (Kamilia — название фандома) на Йокохама Арене; его посетило 24 тысячи поклонников. 24 июля был выпущен девятый японский сингл «Thank You Summer Love», а 28 августа был выпущен четвёртый японский студийный альбом Fantastic Girls.
16 августа было объявлено, что Kara выпустит четвёртый студийный корейский альбом с синглом «Damaged Lady (숙녀가 못 돼)» 2 сентября. Первые тизер-фотографии показывали участниц в строгих андрогинных костюмах. 21 августа был выпущен первый сингл «Runaway». Музыкальный клип состоял из отрывков предстоящей драмы «Тайная любовь». Трансляция шоукейса была проведена на Naver. 22 августа были опубликованы новые тизеры, на этот раз уже в более женственных и нежных образах, а также было объявлено название нового альбома — Full Bloom. 19 октября Kara посетили Korean Entertainment Awards, где одержали победу в номинации «Лучшая женская группа».

### 2014—16: Изменения в составе,Day & Night,In Love,Girl’s Storyи расформирование
13 января 2014 года DSP Media объявили об уходе Николь из группы ввиду отказа от продления контракта, и через два дня стало известно, что Чжиён также покидает коллектив, а её контракт официально заканчивается в апреле. Затем агентство объявило, что будущее расписание деятельности Kara находится в стадии обсуждения.
В мае было запущено реалити-шоу «Проект Kara», по итогам которого должны были выбрать новую участницу. Принимали участие и трейни DSP Media, в их числе бывшие участницы группы Puretty, которая была расформирована ранее в том же году. 1 июля были опубликованы результаты голосования, и Ёнчжи одержала победу, набрав более 49 тысяч голосов. 13 июня стартовал показ драмы «Тайная любовь», отснятой ещё в 2013 году, когда Николь и Чжиён были в группе.
18 августа был выпущен шестой мини-альбом Day & Night. Видеоклип на сингл «Mamma Mia» был отснят в провинции Кёнгидо. Сингл также был выпущен и в японской версии, и стал первым, записанным с Ёнчжи. «So Good» стала би-сайд синглом.
15 марта 2015 года был выпущен тройной японский сингл «Summer-gic/Sunshine Miracle/Sunny Days», дебютировавший с вершины синглового чарта; в первый день было продано 28 тысяч копий. За неделю было продано более 52 тысяч копий, и сингл занял 2 место, оставшись позади «Timeless» V6. 26 мая был выпущен седьмой мини-альбом In Love. Сингл «Cupid» был представлен ранее на Dream Concert.
17 июня был выпущен пятый японский студийный альбом Girl’s Story. Он также содержал кавер-версию «Forever Love» Fin.K.L. 17 июля был анонсирован четвёртый японский тур Kara. Он стартовал 1 сентября с концерта в Zepp Namba в Осаке.
15 января 2016 года DSP Media объявили, что Кюри, Сынён и Хара отказались продлевать свои контракты с агентством. Группа была официально расформирована; Ёнчжи стала единственной участницей Kara, оставшейся в компании для продолжения сольной карьеры.
24 ноября 2019 года Хара была найдена мертвой в своем доме после совершения самоубийства.

### 2022—2023: Воссоединение
11 июня 2022 года бывшие участницы Kara Гюри, Сынен, Николь, Чжиен и Ëнджи воссоединились для групповой фотосессии, которой поделились в своих аккаунтах в Instagram. Три дня спустя стало известно, что участницы Kara находятся в процессе обсуждения воссоединения в честь их 15-го юбилея.
19 сентября было объявлено, что Kara выпустит альбом под лейблом RBW в ознаменование 15-й годовщины их дебюта в ноябре, когда Николь и Чжиен присоединились к группе. 18 октября было подтверждено, что новый альбом под названием Move Again выйдет  29 ноября. 20 октября было объявлено, что будет выпущена японская версия альбома. После выхода нового альбома группа проведет встречи с поклонниками в Фукуоке, Иокогаме и т.д., начиная с Осаки, Япония, 23 февраля 2023 года.
10 ноября было объявлено, что Kara проведут шоукейс их возвращения на церемонии вручения премии MAMA Awards. 11 ноября было подтверждено, что группа закончила съемки своего музыкального клипа.

## Участницы
- Кюри
- Сынён
- Ёнчжи

### Основной состав
| Сценический псевдоним, годы активности | Сценический псевдоним, годы активности | Настоящее имя | Настоящее имя | Дата рождения | Позиция в группе         |
| Основной                               | Другой                                 | На русском    | Хангыль       | Дата рождения | Позиция в группе         |
| -------------------------------------- | -------------------------------------- | ------------- | ------------- | ------------- | ------------------------ |
| Кюри                                   | Gyuri                                  | Пак Кю Ри     | 박규리        | 21.05.1988    | Лидер, вокалистка        |
| Сынён                                  | Seungyeon                              | Хан Сын Ён    | 한승연        | 24.07.1988    | Главная вокалистка       |
| Ёнчжи                                  | Youngji                                | Хо Ён Чжи     | 허영지        | 30.08.1994    | Вокалистка, рэпер, макнэ |

### Бывшие участницы
| Сценический псевдоним, годы активности | Сценический псевдоним, годы активности | Настоящее имя | Настоящее имя | Дата рождения | Позиция в группе                          |
| Основной                               | Другой                                 | На русском    | Хангыль       | Дата рождения | Позиция в группе                          |
| -------------------------------------- | -------------------------------------- | ------------- | ------------- | ------------- | ----------------------------------------- |
| Хара                                   | Hara                                   | Гу Ха Ра      | 구하라        | 13.01.1991    | Ведущий рэпер, вокалистка, лицо группы    |
| Сонхи                                  | Sunghee                                | Ким Сон Хи    | 김성희        | 17.05.1989    | Главная вокалистка                        |
| Николь                                 | Nicole                                 | Чон Николь    | 정니콜        | 07.10.1991    | Главный танцор, Главный рэпер, вокалистка |
| Чжиён                                  | Jiyoung                                | Кан Чжи Ён    | 강지영        | 18.01.1994    | Вокалистка, рэпер, макнэ                  |

## Дискография
| - 2007: the First Blooming - 2008: Rock U - 2008: Pretty Girl - 2009: Honey - 2009: Revolution - 2010: Lupin - 2010: Jumping - 2011: Step - 2012: Pandora - 2013: Full Bloom - 2014: Day & Night - 2015: In Love - 2022: Move Again' | - 2010: Mister - 2010: Jumpin' - 2011: Jet Coaster Love - 2011: Go Go Summer! - 2011: Winter Magic - 2012: Speed Up / Girl's Power - 2012: Electric Boy - 2013: Bye Bye Happy Days - 2013: Thank You Summer Love - 2013: French Kiss - 2013: Fantastic Girls - 2015: Summer Gic-MAMA-MIY - 2015: Girl's Story |  |

## Концертные туры
- Karasis (2012−15)

## Фан-клуб
Официальный цвет фан-клуба:      (персиковый).
Официальное имя фан-клуба: Kamilia (комбинация Kara и «familia»)

## Официальные сайты
- kara.dspenter.com
kara.dspmedia.co.kr — официальный сайт Kara